# Kazuo Hirai
Kazuo "Kaz" Hirai, 平井一夫 Hirai Kazuo (Tokyo, 22 dicembre 1960), è un imprenditore giapponese, ex Presidente/CEO di Sony, ed ex Presidente/CEO di Sony Computer Entertainment.

## Biografia
Kazuo Hirai nacque nel 1960 a Tokyo, in Giappone. Figlio di un banchiere benestante, Kazuo viaggiava spesso con il padre tra la California, New York, Canada e Giappone.
Il suo interesse per i giochi lo portò in seguito a prender parte al business dell'intrattenimento. Dopo essersi laureato all'università "International Christian University" con una Laurea in Arti, Kazuo Hirai venne assunto alla "CBS/Sony Inc". Il suo duro lavoro gli permise di passare in breve tempo ad un rango maggiore, ed in seguito di stabilirsi a New York, dove diventò il capo dell'ufficio IBA Sony Music del Giappone.

### Vita con il Dipartimento Sony
Kazuo si trasferì alla divisione di Sony Computer Entertainment nel 1995; la sua esperienza con la musica, l'arte e gli affari lo resero preparato al compito - nel 1997 Kazuo si vide intitolare il primo gioco a suo nome.
Kazuo Hirai è stato importante nella scalata al successo di Sony. Ha giocato un ruolo importante nell'incremento di vendite di PlayStation negli USA, e i suoi metodi di promozione del marchio PlayStation si orientavano oltre i semplici campi di "gioco" o di computer. Per esempio, la pubblicità per la Playstation iniziò ad evidenziarsi in competizioni sportive come NBA, NFL, NHL e anche NASCAR.

### Attualmente
Kazuo Hirai è stato presidente di Sony Computer Entertainment Inc. fino al primo settembre 2011.
Nel 2010 è intervenuto in seguito alla presentazione di PlayStation Move, e in quello successivo alla presentazione di PlayStation Vita.